# یواس‌اس بون (اف‌اف‌جی-۲۸)
یواس‌اس بون (اف‌اف‌جی-۲۸) (به انگلیسی: USS Boone (FFG-28)) یک کشتی است که طول آن ۴۵۳ فوت (۱۳۸ متر), در کل می‌باشد. این کشتی در سال ۱۹۸۰ ساخته شد.